# Fritz Chervet
Pour les articles homonymes, voir Chervet.
Fritz Chervet est un boxeur suisse né le 1er octobre 1942 à Berne et mort le 29 août 2020 à Morat.

## Carrière
Sa carrière de boxeur professionnel débute le 18 mai 1962 à Genève contre Daniel Vuillaume. Il devient champion d'Europe des poids mouches le 3 mars 1972 après sa victoire contre Fernando Atzori par arrêt de l'arbitre au 11e round. Chervet perd à deux reprises pour le titre mondial contre Chartchai Chionoi en 1973 et 1974. Il met un terme à sa carrière en 1976 sur un bilan de 59 victoires, 9 défaites et 2 matchs nuls. Après sa carrière sportif, il devient huissier au palais fédéral. Il décède en août 2020.